# Albesa
Albesa es un municipio español de la provincia de Lérida situado en la comarca catalana de la Noguera. A mediados del siglo XIX se denominaba Albesa y Camponells.

## Historia
Aquí tuvo lugar en 1003 la batalla de Albesa en la que murió Berenguer, obispo de Elna y en la que fue hecho prisionero el conde Ermengol I de Urgel. Los historiadores no se ponen de acuerdo sobre la importancia de esta batalla: mientras que 
para algunos fue determinante para conseguir el vasallaje de diversas villas musulmanas, para otros, como Santiago Sobrequés i Vidal, su importancia fue mínima ya que el castillo de Albesa continuó bajo control sarraceno. El castillo fue conquistado finalmente en 1098. En 1120 el castillo pasó a manos de Ramón Berenguer III quien lo entregó a su vez a Ermengol VI de Urgel. 
La carta de población fue concedida en 1163. El castillo continuó en manos de la corona aunque el señorío del mismo pasó por diversas manos. Durante la guerra que enfrentó a Jaime II de Urgel con Fernando I, el castillo de la ciudad sirvió como base para las tropas del de Urgel. Finalmente fue ocupado por las tropas de Fernando quien ordenó su demolición.

## Geografía humana

### Demografía
Cuenta con una población de 1584 habitantes (INE 2024).
| Gráfica de evolución demográfica de Albesa entre 1842 y 2021 |
| |
| Población de derecho según los censos de población del INE Población de hecho según los censos de población del INEEn estos censos se denominaba Albesa y Camponells: 1842 |

## Cultura
La iglesia parroquial está dedicada a Santa María. Aparece citada ya en el siglo XII aunque el templo actual es del siglo XVIII. Tiene veinte naves y capillas laterales; la nave central y las capillas están cubiertas con bóveda de cañón con lunetas mientras que las naves laterales tienen bóveda de crucería. 
En su interior se conserva un retablo realizado en piedra policromada del siglo XIV. Está dedicado a la Virgen María y es un ejemplo de la llamada escuela de LLeida que se caracterizó entre otras cosas por la diferencia entre la poca elaboración de las esculturas en contraste con la riqueza de la decoración. El retablo fue mutilado durante la guerra civil española, desapareciendo la imagen central de la Virgen con el Niño Jesús, imagen de la cual sólo se consevran las dos respectivas cabezas.
Del antiguo castillo tan solo quedan restos de los muros. En las zonas del Romeral y de la Torresulla se han encontrado restos de antiguas villas romanas. En la villa del Romeral, descubierta en 1961, se conserva un destacado conjunto de mosaicos i las constantes intervenciones arqueológicas han hecho que en la actualidad sea un yacimiento visitable i que cuenta, además, con una parte reconstruida.
Albesa celebra su fiesta mayor los días 15 y 16 de agosto.

## Economía
La principal actividad económica es la agricultura. Parte de sus tierras se benefician de las aguas procedentes de una acequia, lo que facilita el cultivo de productos de regadío como los frutales, patatas o tomate. En la zona de secano destacan los cultivos de cereales.

## Personalidades albesenses
- Victorina Vila Badía (1883-1962), maestra y pedagoga.[4]